# Huérmeces
Huérmeces é um município da Espanha na província de Burgos, comunidade autónoma de Castela e Leão, de área 48,700 km² com população de 129 habitantes (2007) e densidade populacional de 2,70 hab/km².

## Demografia
| Variação demográfica do município entre 1991 e 2004 | Variação demográfica do município entre 1991 e 2004 | Variação demográfica do município entre 1991 e 2004 | Variação demográfica do município entre 1991 e 2004 |
| --------------------------------------------------- | --------------------------------------------------- | --------------------------------------------------- | --------------------------------------------------- |
| 1991                                                | 1996                                                | 2001                                                | 2004                                                |
| 161                                                 | 159                                                 | 140                                                 | 131                                                 |